# Zaebos
Zaebos ili Sallos, demon, jedan od grofova u paklu koji se opisuje u djelima Pseudomonarchia Daemonum Johana Weyera (1515. – 1588.) i Pakleni rječnik autora Collina de Plancyja (1793. – 1881.). Opisuje se kao zgodni galantni vojnik koji jaše krokodila. Na glavi ima kneževski koronet.
Godine 1904. opisuje se u djelu Goecija S. L. MacGregor Mathers (1854. – 1918.) kao devetnaesti duh Goecije u liku galantnog vojnika s kneževom krunom na glavi koji jaše krokodila. Uzrokuje ljubav između muškaraca i žena koji upravlja nad trideset legija demona.